# Haber bacia tutti
Haber bacia tutti  è il quarto album in studio del cantante e attore Italiano Alessandro Haber, pubblicato nel 2012 dall'etichetta Hydra Music.
Il disco contiene 13 brani inediti, 2 cover e artisti ospiti tra i quali Giusy Ferreri, Peppe Servillo, Sergio Cammariere, Danilo Rea, Phil Palmer, Enzo Gragnaniello e la partecipazione di Giuliano Sangiorgi.
Testi e musiche sono di Alessandro Haber ed Alessio Bonomo.

## Tracce
1. Nessuno poteva non sapere – 4:07
2. Le vertigini (feat. Peppe Servillo) – 3:56
3. Dialogo notturno – 1:37 – preludio a La luna non ti ama
4. La luna non ti ama – 3:04
5. Che senso ha (feat. Giusy Ferreri) – 4:01
6. Albergo a ore (feat. Danilo Rea al piano) – 3:18
7. Vienimi incontro (feat. Enzo Gragnaniello) – 4:12
8. Smettila di sanguinare – 4:51
9. Sotto i cieli del mondo – 3:29
10. Un sogno chiamato cinema – 4:35
11. Uno squarcio di sole – 4:01
12. La piazza – 4:27
13. Vento d'inferno – 3:25
14. Vedrai vedrai (feat. Sergio Cammariere al piano) – 3:44
15. Un vecchio – 3:26